# 倉沢栄吉
倉沢 栄吉（くらさわ えいきち、1911年1月25日 - 2015年1月24日）は、日本の国語教育学者。学位は、教育学博士（筑波大学・論文博士・1991年）（学位論文「昭和戦後期における読むことの学習指導論の展開」）。東京教育大学教授・千葉大学教授を歴任。

## 略歴
栃木県今市市出身。12歳の時、興津に移り、1923年、静岡県立静岡中学校に入学、1年の秋から寄宿舎生活を送った。1928年、静岡中学卒業。東京文理科大学卒業。1947年、千葉師範学校教授、新制大学移行に伴い千葉大学教授。1949年、大学教授の職を辞して東京都教育委員会（教育庁）指導主事、1951年1月から4ヶ月間、GARIOA（占領地域救済政府資金）による奨学金により米国国語教育を視察。1956年、文部省視学官。1965年、東京教育大学教授に転出。1975年、定年退官。1991年、「昭和戦後期における読むことの学習指導論の展開」で、筑波大学より教育学博士の学位を取得。
日本国語教育学会第二代会長。国語教育の実践研究に従事、戦後の日本の国語教育に大きな影響を与えた。

## 著書
- 『国語学習指導の方法』世界社 1948
- 『国語単元学習と評価法』世界社 1949
- 『國語教育概説』岩崎書店 教職叢書 1951
- 『国語教育の問題』世界社 1951
- 『国語の指導 だれでもどこでもできる すべての教師は国語の教師でなければならない』教育図書研究会 1951
- 『国語教育技術の大系』教育図書研究会 1952
- 『作文教育の大系』金子書房 1952
- 『国語教育の反省』新光閣 1953
- 『国語の教師 指導法のてびき』牧書店 1954
- 『作文の教師』牧書店 1955
- 『読解指導 読みの基礎能力』朝倉書店 1956
- 『表現指導 作文の基礎能力』朝倉書店 1957
- 『文法指導 ことばの基礎能力』朝倉書店 1959
- 『読解指導の方法』新光閣書店 1961
- 『国語学習指導の問題』新光閣書店 1963
- 『国語教育の実践理論』明治図書出版 1965
- 『話しことばとその教育』新光閣書店 1969
- 『作文教育における評価』第一法規出版 国語シリーズ 1970
- 『これからの読解読書指導』国土社 1971
- 『国語教育講義 新時代の読書指導を中心に』新光閣書店 1974
- 『機会と場を生かす作文指導 だれでも・どこでも・どの子にも』新光閣書店 作文教育新講 1976
- 『書けない子をなくす作文指導 だれでも・どこでも・どの子にも』新光閣書店 作文教育新講 1977
- 『ことばと教育 「子どもが見える」教師になるために』学陽書房 1979
- 『作文指導の理論と展開』新光閣書店 1979
- 『読むことと教えること』国土社 国土新書 1980
- 『学ぶこと・教えること』明治図書出版 明治図書選書 1982
- 『国語教育わたしの主張』国土社 1984
- 『実践作文教室の展開』新光閣書店 実践作文教室 1984
- 『倉沢栄吉国語教育全集』角川書店

1 (国語単元学習の開拓) 1987
2 (国語教育の基本問題) 1988
3 (国語学習指導の本義) 1987
4 (言語機能に基づく作文指導) 1989
5 (過程重視の表現指導) 1988
6 (生活にねざす言語指導) 1988
7 (主体的な読み手を育てる読解指導) 1988
8 (学習者側に立つ教材研究) 1988
9 (人間尊重の国語教育思想) 1989
10 (話しことばによる人間形成) 1989
11 (情報化社会における読解読書指導) 1988
12 (単元学習の発想による読書指導) 1989
別冊 1989
- 『授業に学ぶ』国土社の教育選書 1987
- 『国語教育わたしの主張』国土社 現代教育101選 1991
- 『いま教師として』小学館 1993
- 『解説国語単元学習』東洋館出版社 1993
- 『国語学室の思想と実践』東洋館出版社 1999

### 共編著
- 『物語の研究と指導』大橋富貴子共著 金子書店 新国語教育大系 1949
- 『個人差に応ずる国語の学習指導』共編 新光閣 1952
- 『作文教育の方法』編 新光閣 1953
- 『基礎能力の能率的指導』木宮乾峰共編 東洋館出版社 初等教育新書 1954
- 『現場の国語科』編 東洋館出版社 学習指導新書 1955
- 『国語科図説』石井庄司共編著 岩崎書店 図説全集 1955
- 『子どもの創作の指導』今泉運平共編 東洋館出版社 1955
- 『読解指導の研究』全4巻 小塚芳夫,佐々木定夫共編 東洋館出版社 国語教育実践シリーズ 1957-58
- 『話しじょうず・聞きじょうず』川上繁共著 大島哲似絵 青葉書房 学級図書館 1957
- 『国語教材研究講座』全6巻 共編 朝倉書店 1959
- 『小学校国語科指導の科学』編 東洋館出版社 実践研究講座 1959-60
- 『物語文の読解指導』坂井勝司共編 東洋館出版社 1959
- 『機構と反応を生かした読解教材の研究』石井庄司共編 東洋館出版社 1960
- 『国語科の練習学習』佐原正三郎,小塚芳夫共編 新光閣書店 1960
- 『国語教材の研究』編 牧書店 1961
- 『文章論的読解指導』渡部寿賀雄共編著 明治図書出版 1961
- 『これからの国語教育 正しさ・確かさを求めて』九州国語教育研究会共編 新光閣書店 1963
- 『手紙はこうして書く 文通教育のために』共著 日本郵便友の会協会 1963
- 『作文の指導過程』全3巻 青年国語研究会共編 新光閣書店 1964-66
- 『明日への国語教育 問題とその解決を求めて』九州国語教育研究会共著 新光閣書店 1967
- 『小学校国語科教育法概説』藤原宏,増淵恒吉共編 有精堂出版 1969
- 『小学校国語科指導事典』野地潤家,藤原宏共編 第一法規出版 1971
- 『国語科読書指導の実践』島根国語懇話会共編著 新光閣書店 1972
- 『中学校国語科教育講座』全6巻 小海永二,増淵恒吉共編集 有精堂出版 1972
- 『筆者想定法の理論と実践 読むことの学習指導の改革』青年国語研究会共著 共文社 1972
- 『講座説明的文章の教材研究』井上敏夫共編 明治図書出版 1973
- 『読解・読書指導事典』藤原宏共編 第一法規出版 1973
- 『聞くことの学習指導』編著 明治図書出版 国語科教育全書 1974
- 『現代教科教育学大系 2 言語と人間』野地潤家共編著 第一法規出版 1974
- 『語句指導と語い指導 国語教育の実践的課題』編 明治図書出版 1974
- 『創造と想像の国語教育 未来に生きる子どもをめざして』九州小学校国語教育連絡協議会共著 新光閣書店 1974
- 『中学校説明的文章の教材研究』編著 明治図書出版 1974
- 『文学教材における言語と思考 国語教育の実践的課題』福沢周亮共編 明治図書出版 1974
- 『一ねんせいの文章読本』共編 あすなろ書房 小学生・文章読本 1975
- 『国語わかる教え方 1～6年』編 国土社 1975
- 『三～六年生の文章読本』共編 あすなろ書房 小学生・文章読本 1975
- 『情報化社会における読みの指導』京都市国語教育研究会共著 明治図書出版 国語科教育全書 1975
- 『読書の指導過程』青年国語研究会共著 新光閣書店 1975
- 『教育学研究全集 12 情報化社会とよむことの教育』編著 第一法規出版 1976
- 『国語の教材研究』全3 編集責任者: 倉沢,川上繁 国土社 1976
- 『情報処理教育の方法 情報化社会における国語・図書館・視聴覚教育』栗花落栄共著 教育出版 1976
- 『二ねん生・文章の書きかた 小学生・文章読本』滑川道夫,柳内達雄共編 あすなろ書房 1977
- 『国語の授業』全7巻 選 国土社 1978-79
- 『教育学講座 第8巻 国語教育の理論と構造』共編著 学習研究社 1979
- 『国語学習指導の実践 表現・理解の統合 自立的追究の過程』富山市立豊田小学校共著 新光閣書店 1979
- 『中学校国語科新単元学習の展開 その七つの視点』長岡市立南中学校共著 教育出版 1979
- 『小学国語指導のコツ』降旗重徳共編著 学陽書房 1980
- 『作文指導模範事例集』滑川道夫共編 第一法規出版 1981
- 『自己創造の国語教育 生きて働く国語教育を求めて』九州小学校国語教育研究協議会共著 明治図書出版 1981
- 『語句・語いの指導過程 言語事項の指導の実践』青年国語研究会共編著 新光閣書店 1982
- 『シリーズ小学校国語科教育』共編著 教育出版 1982
- 『最新小学国語辞典』野元菊雄共編 角川書店 1984
- 『最新小学漢字辞典』野元菊雄共編 角川書店 1985
- 『新しい国語科よい授業の条件Q&A』共編著 東洋館出版社 シリーズよい授業の条件 1990
- 『新中学校高等学校国語科教育法概論』共編 有精堂出版 1990
- 『作文教育の実践指導』全12巻 森久保安美共責任編集 学習研究社 1993